# Vivinus

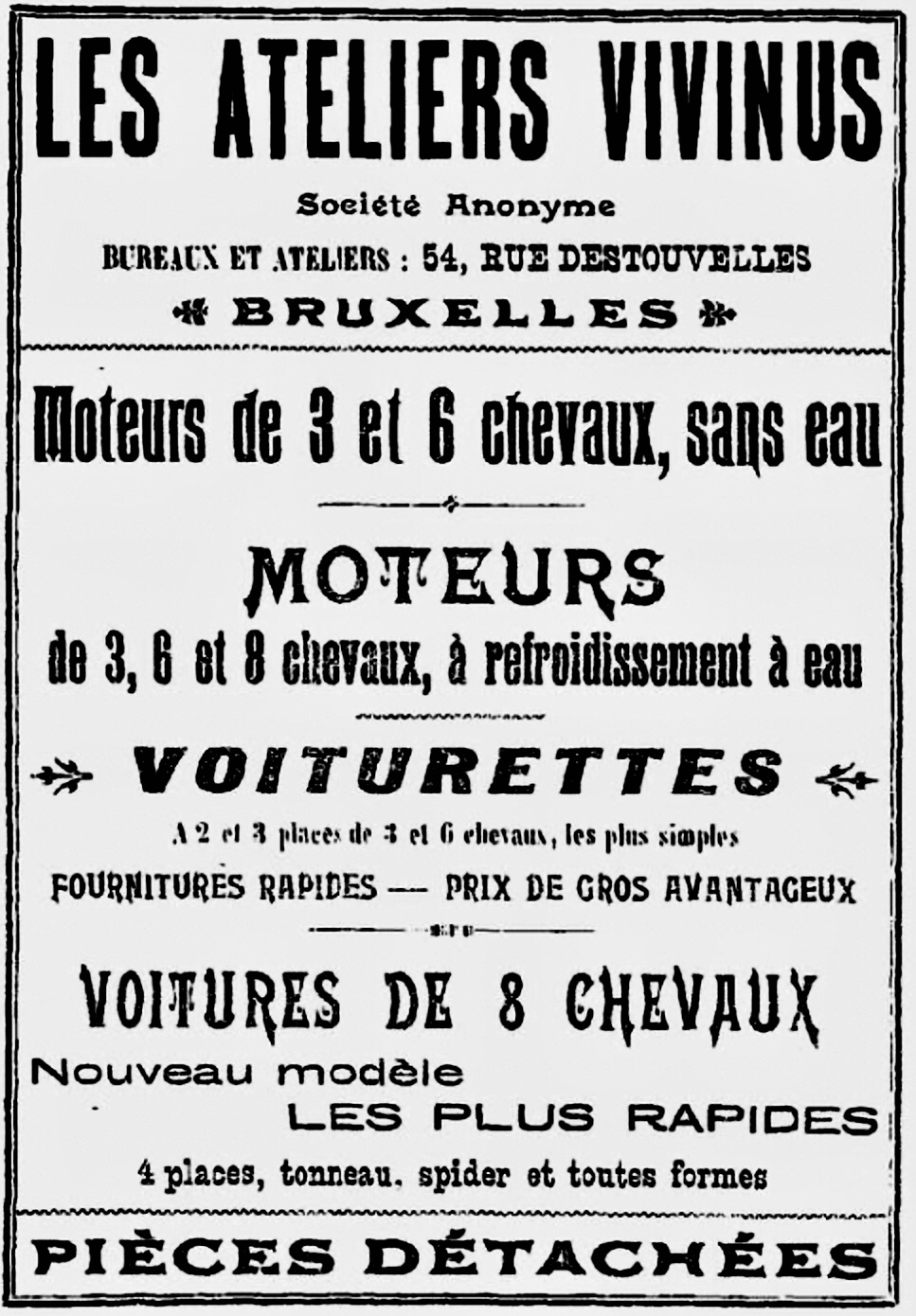
Vivinus (1900)

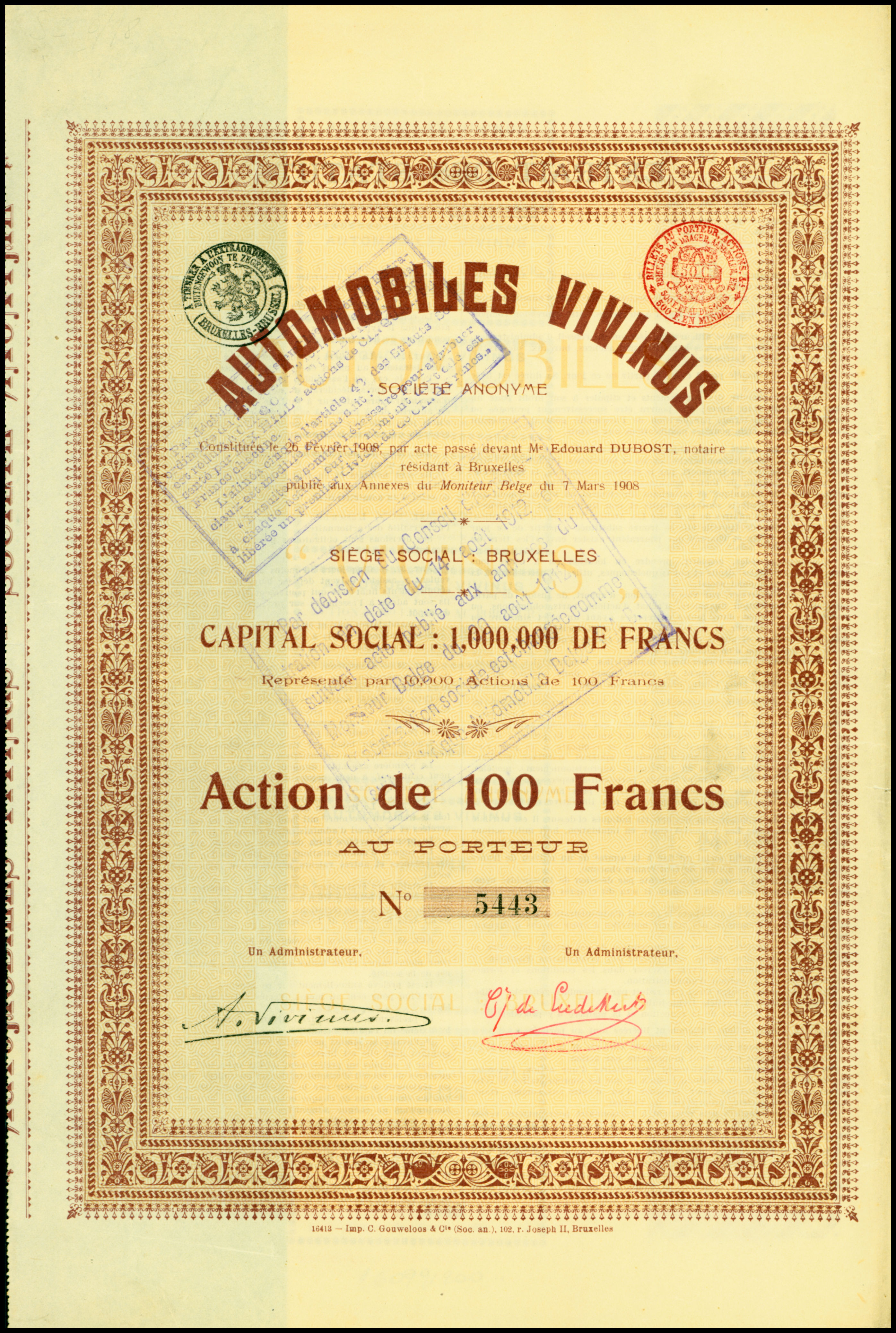
Action de les Automobiles Vivinus SA, en date du 1908

Vivinus est une ancienne marque de véhicules automobiles fabriqués par les Ateliers Vivinus SA de 1899 à 1912. Au début, les voitures étaient produites rue du Progrès à Schaerbeek, commune de la région bruxelloise, ensuite rue Destouvelles dans la même commune.
Le propriétaire, Alexis Vivinus (né à Stenay en 1860 et décédé en 1929) avait fabriqué des bicyclettes dans les années 1890 et devint importateur de véhicules Benz.  
À partir de 1895, il commença la production de ses propres véhicules, tout en continuant la production de bicyclettes. Les voitures étaient au départ équipées d'un moteur de 785 cm3 à un cylindre et ensuite d'un moteur à deux cylindres.
Alexis Vivinus produisit également des voitures et des moteurs vendus sous licence au Français Georges Richard et à l'Allemand De Dietrich.
À partir de 1907, Vivinus produisit des moteurs à 4 cylindres.
L'aéroplane du premier aviateur belge, le baron Pierre de Caters, à savoir un appareil de type biplan Voisin, était équipé d'un moteur Vivinus de 100 chevaux. Ce premier vol eut lieu le 30 novembre 1908, dans le ciel de Brecht par temps calme.
C'est également un moteur Vivinus de 40 chevaux qui équipait l'aéroplane Voisin no 2 de Léon Delagrange, avec lequel il a battu les records du monde de distance et de temps de vol, le 11 avril 1908 (soit 3 925 mètres en six minutes et trente secondes).
En 1909, Henry Farman se lance dans la construction d'un aéroplane, et pour ce premier modèle de sa propre conception, le biplan monoplace HF1, il utilise un moteur propulsif Vivinus de quatre cylindres et 50 chevaux.
L'entreprise fut mise en liquidation en 1912. Les ateliers d'Alexis Vivinus furent repris par la Fabrique d'automobile belge (FAB).  
Alexis Vivinus rejoignit d'abord l'entreprise de Clément-Bayard et ensuite la société Minerva.